# Piz Nair (Ofenpass)
Der Piz Nair ([ˌpitsˈnaɪ̯r]ⓘ, rätoromanisch im Idiom Vallader für «schwarzer Gipfel») ist ein Berg nordwestlich des Münstertals im Schweizer Kanton Graubünden. Über den Gipfel verläuft die Grenze zwischen den politischen Gemeinden Val Müstair im Osten und Zernez im Westen. Er bildet den südwestlichen Eckpunkt der Umrahmung des Val Nüglia.
Der Piz Nair liegt nördlich der Wasserscheide am Ofenpass. Das heisst, dass das Gebiet gänzlich in den Inn und somit ins Schwarze Meer entwässert wird, obwohl die Gemeinde Tschierv zum grössten Teil nach Süden via Rambach und Etsch in die Adria entwässert.